# کوین بی. مک دونالد
کوین بی. مک دونالد (انگلیسی: Kevin B. MacDonald؛ زادهٔ ۲۴ ژانویهٔ ۱۹۴۴) یک روان‌شناس اهل ایالات متحده آمریکا است. او استاد دانشگاه در دانشگاه ایالتی کالیفرنیا، لانگ بیچ است. بیشتر شهرت او به خاطر تئوری او که یهودیت را نوعی استراتژی برای بقای گروهی می‌خواند است.
بیشتر بحث در مورد مک دونالد به خاطر ویژگیهایی است که به یهودیان نسبت می‌دهد. این ویژگیها عبارتند از :هوش بیشتر از حد عادی و نژادگرایی، که باعث قدرت یهودیان در رقابت با غیریهودیان شده‌است. مک دونالد معتقد است که یهودیان از این برتری خود استفاده کرده‌اند تا بتوانند با از بین بردن قدرت مسیحیان اروپایی، یهودستیزی را از بین ببرند.
به خاطر تئوریهای او، دانشکده روانشناسی و دانشگاه لانگ بیچ به صورت کامل خود را از او جدا کرده‌اند. شورای آکادمی دانشگاه رای داد که خود را از یهودستیزی و نژادپرستی او جدا کند.

## زندگی‌نامه
مک دونالد دارای ریشه آلمانی و اسکاتلندی است. او در یک خانواده مسیحی کاتولیک به دنیا آمد. پدر او پلیس بود و مادرش منشی بود. او تحصیلات خود را در دانشگاه ویسکانسین-مدیسون شروع به تحصیل کرد و در آن زمان به مخالفت با جنگ پرداخت. در این زمان او ریشه یهودی جنبش ضدجنگ را مشاهده کرد و به فرهنگ یهودیان علاقه‌مند شد.
مک دونالد به تحصیل فلسفه پرداخت و از جنبشهای چپ‌گرا فاصله گرفت. او تحصیلات خود را در دانشگاه کانتیکات ادامه داد و در سال ۱۹۷۱ دکترای خود را از این دانشگاه دریافت کرد. مک دونالد دوره فوق دکترای خود را در دانشگاه ایلینوی اربانا-کمپین ادامه داد. او از سال ۱۹۸۵ در دانشگاه کالیفرنیا استیت بود و از سال ۱۹۹۵ استاد تمام شده‌است. او اعلام کرده‌است که در سال ۲۰۱۴ بازنشسته شده‌است.

## آثار در مورد یهودیت
بیشتر شهرت مک دونالد به خاطر آثار او در مورد یهودیت است. او سه کتاب در مورد یهودیان به نامهای مردمی که تنها سیر می‌کنند (۱۹۹۴)، جدایی و تأثیرات آن (۱۹۹۸) و فرهنگ انتقاد (۱۹۹۸) است. او معتقد است که یهودیت یک نوع استراتژی قبیله گرایی است که باعث قدرت یهودیان بر غیریهودیان می‌شود. او از اصطلاح قبیله گرایی یهودی بسیار استفاده می‌کند و اعتقاد دارد که یهودیان دارای ویژگیهای ژنتیکی خاصی نظیر هوش بالاتر از افراد عادی و تمایل بسیار زیاد به قبیله گرایی هستند. مک دونالد اشاره می‌کند که همه یهودیان در هر زمان این ویژگیها را از خود نشان نمی‌دهند. به‌طور مثال او جنبش نومحافظه کاری را جنبشی یهودی می‌داند ولیکن اشاره می‌کند که در انتخابات سال ۲۰۰۰ بیش از ۸۰٪ یهودیان به ال گور که نامزد حزب دموکرات بود و علیه جرج بوش که کابینه اش پر از نومحافظه کاران بود رای دادند.

### در مورد قوانین مهاجرت و یهودیان
مک دونالد می‌نویسد که یهودیان به صورت گروهی و منظم مهمترین گروه در تغییر سیاستهای مهاجرتی بودند که سیاستهای مهاجرتی ایالات متحده را به سمت بازبودن سوق دادند تا منافع شخصی گروه خود را تأمین کنند و اهمیتی به منافع بقیه مردم آمریکا نمی‌دادند.
مهمترین تز مک دونالد در این زمینه قانون مهاجرت سال ۱۹۶۵ است که میزان سهمیه بر اساس کشور مبدأ را که قبلاً بیشتر مهاجرت را محدود به اروپا می‌کرد لغو کرد است. مک دونالد می‌نویسد که با اینکه بیشتر قومهای دیگر در تلاش بودند سهمیه کشور خود (مثلاً ایرلندیها برای سهمیه ایرلند) را افزایش دهند تنها یهودیان بودند که مایل بودند این سهمیه‌ها به صورت کامل لغو شود. این قانون باعث تغییر شدید در فرهنگ ایالات متحده شد و تأثیرات زیادی تا چند نسل بعد برجا گذاشت. مک دونالد می‌نویسد که یهودیان مایل به تغییر این قانون بودند زیرا در کشوری با نژادهای زیاد یهودیان احساس امنیت بیشتری می‌کردند.

### نومحافظه کاری
مک دونالد در سه مقاله در مورد شباهتهای جنبش نومحافظه کاری در ایالات متحده و دیگر جنبشهایی که او یهودی می‌داند نوشته‌است. او می‌نویسد که نومحافظه کاری دارای ویژگیهای یهودی زیادی نظیر قبیله گرایی، هوش و ثروت، شدت فعالیت روانی و خشونت است. او می‌نویسد که نومحافظه کاری شباهت بسیار زیادی با سایر جنبشهای یهودی سیاسی در قرن بیستم دارد. مک دونالد اعتقاد دارد که لئو اشتراوس که یهودی بود و از اولین فعالان جنبش نومحافظه کاری بود نقش کلیدی در ایجاد این جنبش داشته‌است. او وی را با یک حاخام که دارای شاگردان مذهبی زیادی بود مقایسه می‌کند.
مک دونالد می‌نویسد که مانند جنبش فروید و مارکسیسم، نومحافظه کاری بیشتر به مسائل غیریهودیان می‌پردازد و در تلاش برای تغییر در آنان است. مک دونالد می‌نویسد که حضور افرادی نظیر دونالد رامسفلد نشاندهنده موفقیت جنبش یهودی نومحافظه کاری در استخدام غیریهودیان در پستهای کلیدی برای پیشبرد منافع یهودی است. او معتقد است دلیل این امر شباهت او به افرادی است که قرار است این جنبش تحت تأثیر قرار دهد. او اشاره می‌کند که جنبش نومحافظه کاری با سیاست مهاجرت باز موافق است با اینکه محافظه کاران در قدیم به صورت کلی با این امر مخالف بودند. از این رو او این جنبش را مشابه جنبشهای یهودی می‌داند.

## انتقادها
نوشتارهای مک دونالد در مورد یهودیت انتقادهای بسیار زیادی متوجه او کرده‌است. بسیاری گروه‌های یهودی در ایالات متحده نوشتارهای او را یهودستیزانه می‌دانند. سازمانهایی نظیر اتحادیه ضد افترا و گروه قانون پاورتی جنوبی وی را با نازیها و نژادپرستان سفیدپوست مقایسه کرده‌اند.
بسیاری گروه‌های نژادپرست سفیدپوست و اروپایی محور که در مخالفت با یهودیان هستند از نوشتارهای مک دونالد در مورد یهودیان استقبال زیادی نموده‌اند.